# Faraday (Mondkrater)
Faraday ist ein Einschlagkrater im Süden der Mondvorderseite, südöstlich des Mare Nubium, westlich des Kraters Maurolycus und südöstlich von Stöfler, dessen Inneres er teilweise überdeckt. Der Krater ist stark erodiert und der Kraterrand ist überlagert von den Nebenkratern Faraday A und Faraday C.
| Buchstabe | Position           | Durchmesser | Link |
| --------- | ------------------ | ----------- | ---- |
| A         | 41,55° S, 9,65° O  | 20 km       |      |
| C         | 43,33° S, 7,99° O  | 28 km       |      |
| D         | 43,78° S, 9,56° O  | 13 km       |      |
| G         | 45,95° S, 10,02° O | 30 km       |      |
| H         | 45,13° S, 10,22° O | 12 km       |      |
| K         | 42,7° S, 10,27° O  | 7 km        |      |

Der Krater wurde 1935 von der IAU nach dem britischen Physiker und Chemiker Michael Faraday offiziell benannt.